# HD 188753 Ab
Cet article concerne la planète réelle surnommée Tatooine. Pour la planète de Star Wars, voir Tatooine.
HD 188753 Ab (autres appellations : Ho 581 Ab, BD+41°3535 Ab) est la première exoplanète qui aurait été découverte dans un système à trois étoiles, HD 188753.

## Histoire
C'est l'astrophysicien polonais Maciej Konacki du California Institute of Technology (Caltech) qui aurait découvert cette planète. Il a publié sa découverte dans la revue Nature du 14 juillet 2005.
C'est à l'aide du télescope Keck I situé sur la montagne Mauna Kea à Hawaii qu'il a fait cette découverte.
Cette planète a été surnommée « planète Tatooine » par son découvreur en hommage à la planète du même nom dans le film Star Wars grâce à son système à deux étoiles.

## Présentation

### Système stellaire
HD 188753 Ab se trouve dans un système où deux étoiles (HD 188753 B et C) orbitent l'une autour de l'autre, tout en tournant autour d'une troisième étoile centrale (HD 188753 A). Ce système se trouve à environ 151 années-lumière de la Terre et est dans la constellation du Cygne.
Les deux étoiles tournant l'une autour de l'autre le font en 156 jours et effectuent une révolution autour de l'étoile principale en 25,7 années à une distance de 12,3 ua.
Les étoiles doubles ou triples représentent plus de la moitié des étoiles présentes dans l'Univers. Si jusqu'à maintenant la plupart des découvertes d'exoplanètes ont été faites autour d'étoiles simples, c'est parce que la détection est plus facile. Maciej Konacki a dû modifier la technique habituellement utilisée pour faire le tri dans les différentes lumières produites par les trois étoiles et ainsi débusquer HD 188753 Ab.

### Planète
HD 188753 Ab, quant à elle, gravite autour de l'étoile principale et est de type Jupiter chaude (Hot Jupiter en anglais), c'est-à-dire que c'est une géante gazeuse comme Jupiter, mais qu'elle est bien plus proche de son étoile que ne l'est Jupiter du Soleil.
Elle est au moins 14 % plus massive que Jupiter et effectue une révolution autour de son étoile en 80 heures (à peu près 3,3 jours). Elle se trouve à une distance de 8 millions de kilomètres, soit moins d'un vingtième de la distance séparant la Terre du Soleil, et sept fois moins que la distance séparant Mercure du Soleil.

## Remise en cause de son existence par des mesures ultérieures
Une équipe européenne qui a elle-même mesuré les vitesses radiales du système n'a pas réussi à retrouver la preuve de l'existence de cette planète.
Déjà lors de l'annonce de Konacki, plusieurs astronomes avaient été prudents car ils estimaient que les mesures de vitesses radiales n'étaient pas assez nombreuses.

## Remise en cause du modèle de formation des Jupiter chaudes

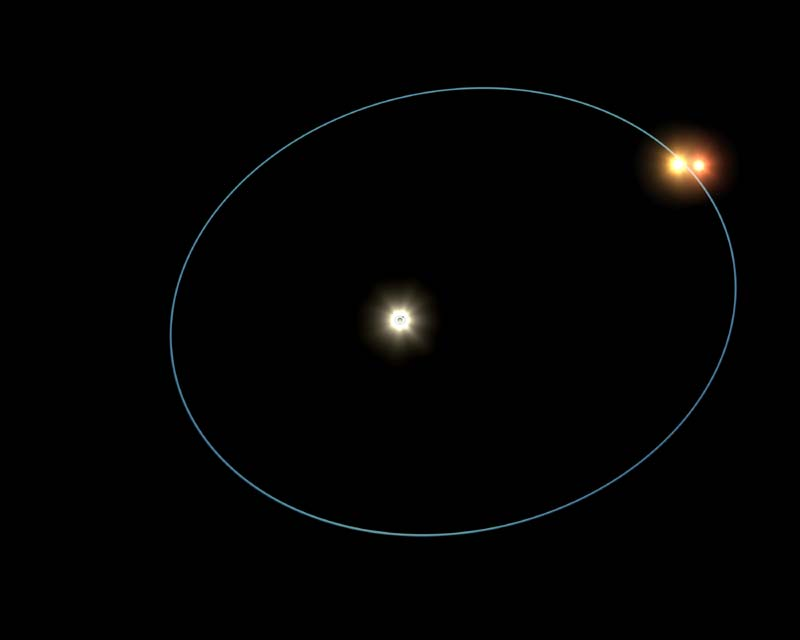
Orbite des trois composantes HD 188753.

Le modèle actuel (juillet 2005) de formation des Jupiter chaudes n'explique pas comment une telle planète peut naître dans un système triple de ce genre.
Jusqu'à maintenant, on pensait que les Jupiter chaudes se formaient comme toute planète géante, à partir du disque de matière qui tourbillonnait autour des bords extérieurs des étoiles. Une planète géante doit se former assez loin de son étoile pour que la température y soit assez basse, d'une part (ce qui permet aux gaz volatils de s'accumuler), et l'orbite assez vaste d'autre part (la quantité de matière disponible pour former une planète dépend de la densité du disque d'accrétion, qui devrait décroître radialement, et de la circonférence de l'orbite de la protoplanète). Une fois la planète gazeuse géante formée, cette dernière se rapprocherait vers la ou les étoiles centrale(s).
Le fait que HD 188753 Ab se trouve prise en sandwich entre les deux étoiles secondaires et l'étoile principale met à mal ce modèle que les astrophysiciens avaient mis au point. Car il est impossible que la planète ait pu se former dans la zone occupée par les deux étoiles gravitant autour de la principale. Il est encore moins possible qu'elle ait pu se former au-delà et ensuite passer à l'intérieur de leur orbite. Quant à la zone immédiatement intérieure à ces deux étoiles, elle ne semble pas suffisante.